# Мордовская зона
Мордо́вская зона (офиц. Федеральное казённое учреждение «Исправительная колония № 1 Управления Федеральной службы исполнения наказаний по Республике Мордовия») — исправительная колония особого режима с участком для отбывания наказания для осуждённых к пожизненному лишению свободы в посёлке Сосновка (Республика Мордовия).
В колонии отбывают наказание как пожизненно осуждённые, так и отбывающие наказание до 25 лет в зоне особого режима. В 2000 состоялся первый выезд репортёров в ИК-1. В 2008 году эта колония упоминалась в цикле передач «Приговорённые пожизненно».

## Информация
Сейчас в колонии отбывают пожизненный срок осуждённые за особо тяжкие преступления. Это серийные убийцы, главари банд и лица, совершившие сексуальные преступления в отношении несовершеннолетних. В настоящее время[когда?] в ней насчитывается около 160 человек.
В камерах «Мордовской зоны» осуждённые пожизненно сидят по одному, двое, трое или четверо человек. У каждой камеры — карточки-досье: фото, статьи, краткая «биография». Администрация, изучив арестантов, расселяет их, исходя из психологической совместимости, во избежание конфликтов. Для этого с каждым проводится работа профессиональным психологом. Условия заключения соответствуют требованиям международных стандартов — есть библиотека, можно вести переписку, покупать некоторые доступные вещи в тюремном ларьке, прогулка раз в день и душ. 23 февраля 2008 года на стыке двух зон, одна из которых — для пожизненно приговорённых, была открыта церковь.
Колония разделена на три части: в одной отбывают наказание пожизненно осужденные, в другой —приговоренные к строгому режиму, а третья является колонией-поселением.

## В массовой культуре
- «Крик души из мордовской глуши[4]» — Известное стихотворение, написанное серийным убийцей и насильником Михаилом Москалëвым. Публиковалось в СМИ и было положено на музыку.
- В грузинском сериале «Цхели Дзагли», один из главных антагонистов, криминал по кличке Колдун, отбывал срок в колонии особого режима (Мордовская зона).